# Киев-4 (троллейбус)
«Киев-4» — советский троллейбус, выпускавшийся на территории Украинской ССР Киевским заводом электротранспорта в городе Киев в 1963—1969 годах, сменив модель «Киев-2» (точнее, «Киев-4» фактически представляет собой модернизированный троллейбус «Киев-2»).
За время производства выпущено около 200 экземпляров, работавших на территории современной Украины, и что интересно, за её пределами только в одном городе — в Орле  Архивная копия от 18 декабря 2012 на Wayback Machine. При этом единственный сохранившийся троллейбус находится в Москве. На конвейере троллейбусы «Киев-4» сменила новая, более удачная трёхдверная модель «Киев-6».
6 ноября 2015 года Укрпочтой была выпущена художественная марка «Київський тролейбус. Київ-4. 1963».

## История
Киевский завод электротранспорта в 1950-х годах по чертежам Сокольнического вагоноремонтного завода собирал троллейбусы ТБЭС и МТБЭС — было собрано несколько десятков штук. С 1959 года завод решил прекратить производство этих троллейбусов, а взамен начать производство собственной техники. Первый троллейбус, разработанный на Киевском заводе электротранспорта, получил название «Киев-1» (в честь города, в котором троллейбус выпускался), имел огромный передний свес и соответственно чрезвычайно большую нагрузку на переднюю ось, отчего завод отказался от производства этой модели.
Второй троллейбус «Киев-2» или КТБ-1 был запущен в производство в 1960 году, это был практически тот же ТБЭС (те же размеры), однако он имел лобовое стекло из 4 частей (как в СВАРЗ МТБЭС, только по размеру меньше) и некоторые другие конструктивные отличия. Киев-2 оказался слишком уж тяжёлой машиной в управлении: усилителя рулевого управления тогда не было вообще, был у него ещё ряд существенных недостатков, а самое главное — посредственное качество машины, отчего Киев-2 служили недолго и были списаны в конце 1960-х — начале 1970-х годов.
На конвейере модель Киев-2 заменил «Киев-4». В 1963 году завод разработал новую модель троллейбуса и к концу года изготовил первый экземпляр модели «Киев-4», а в 1964 году троллейбус был запущен в серийное производство, некоторое время параллельно выпускаясь с Киев-2. Новая машина имела лобовое стекло, состоящее из двух частей, меньший маршрутоуказатель, другое остекление задней панели (больше, чем у Киев-2) и прочие менее важные усовершенствования. Хотя троллейбусы марки «Киев» в начале 1960-х годов работали в основном в Киеве, а в других городах их количество было куда меньше, с 1964 года завод начал изготавливать троллейбусы именно для других городов УССР. Кроме Киева, «Киев-4» работали в Кировограде, Львове, Херсоне, Алчевске, Одессе, Севастополе. В 1965 году Киев отказался от поставок киевских троллейбусов, а в 1967—1968 годах уже имевшиеся в городе такие троллейбусы были списаны и переданы в другие города Украины.
В 1967 году троллейбусы Киев-4 открывали троллейбусное движение в Николаеве.
Производство Киев-4 продолжалось с 1963 до 1969 года, за время производства было выпущено около 200 экземпляров, которые работали на территории УССР. Киев-4 был неплохой машиной, лучшей по качеству, чем Киев-2, однако качество этих машин также была посредственным, они имели низкую пассажировместимость (65 пассажиров против 110 в ЗиУ-5 и ЗиУ-682), и троллейбусы ЗиУ −5, ЗиУ-9 и Skoda 9Tr из Чехословакии были явно качественнее Киев-4. Троллейбусы «Киев-4» начали списывать в конце 1960-х — начале 1970-х годов, в Львове они продержались довольно долго, до 1976—1977 годов, последние были списаны двумя годами позже в Алчевске.
На сегодняшний день[когда?]

 один Киев-4  находится в Москве музее городского пассажирского транспорта.

## Конструкция
Троллейбус Киев-4 является 10-метровой двухосный машиной средней вместимости. Длина троллейбуса составляет 10,3 метра, ширина — 2,65, у него малый передний свес и значительно больший задний, что хорошо видно на фото; расстояние между осями, точнее колёсная база, составляет «классические» для многих советских троллейбусов 6 метров. Кузов троллейбуса полностью металлический, никаких деревянных элементов конструкции у него нет, основой троллейбуса является прочная рама, выполненная из стали, на которую крепятся все узлы и агрегаты; каркас троллейбуса выполнен из стальных труб прямоугольного сечения; главные узлы и агрегаты в Киев-4 такие же, как и на Киев-2, которые в Киев-2 были заимствованы от МТБ-82.
Во внешнем виде передка произошло несколько существенных изменений — лобовое стекло стало делиться уже не на четыре, а на две части; крепление стеклоочистителей переместили наверх. Эмблема Киевского завода электротранспорта крепилась к кузову, там было выведено «Киев». Указатель рейсов в Киев-4 стал несколько иным, сначала его вытянутая форма была идентична Киев-2, однако место там было только для таблички с маршрутом (в Киев-2 там было место и для указания направления рейса), впоследствии маршрутоуказатели стал маленьким «скворечником». Характерные черты Киев-2 вроде маленького переднего свеса остались и на четвёртой модели КЗЭТ.
Электрооборудование и другие главные агрегаты достались в наследство от Киев-2. В частности, электрический двигатель троллейбуса остался прежним — постоянного тока ДК-202Б, мощностью 86 киловатт. По габаритным размерам и массовым показателям машина получилась немаленькой, и мощность двигателя троллейбуса была довольно низкой, что было одним из недостатков и Киев-2, к тому же двигатель троллейбуса был весьма шумным. Система управления тяговым электродвигателем — реостатно-контакторная неавтоматическая, для питания низковольтных цепей применялся умформер.
У троллейбуса Киев-4 появилась система штангоулавливания, что представляла собой бобины, на которые наматывались канаты, крепившиеся к штангам и служившие для улавливания токоприёмников (то есть штанг). Однако, на многих троллейбусах Киев-4 бобин не было, зато канаты для съёма штанг наматывались на специальные крюки, которые были прикреплены к задней панели, либо к боковинам. Троллейбус Киев-4 был двухосный машиной, задний мост был ведущим — крутящий момент от электродвигателя по карданной передаче передавался на задние ведущие колёса. Сам же ТЭД (тяговый электродвигатель) находился в колесной базе под полом салона. Тормозная система стала двухконтурной — сначала включался электротормоз, а потом уже пневмотормоз.
Салон троллейбуса был весьма неплохим, как на то время. В салон вело две двери, первая из которых нажодилась в колёсной базе за передней осью, а вторая — в заднем свесе. Двери троллейбуса ширмового типа, ширина двери составила 140 сантиметров, что позволяло одновременно двум пассажиром заходить в салон и выходить из него. Отдельные элементы в салоне были заимствованы от МТБ-82 — в частности, большая закрытая кабина водителя. Салон в Киев-4 был довольно просторным, с трёхрядным планированием: слева размещалось по два сиденья, а справа — по одному, что позволяло обеспечить просторность салона и увеличить вместимость троллейбуса в часы пик. Сиденья были раздельного типа, а не двойные диванные, как на Киев-2. В отделочных материалах салона стал шире применяться пластик. Площадь остекления, как и на Киев-2, была достаточно большой, а вентиляция в салоне обеспечивалась за счет выдвижных форточек и двух крышных люков. При этом зимой в троллейбусе было очень холодно, а боковые стёкла нередко обмерзали. В салоне размещалось 30 сидений — с трёхрядным планированием, а сзади устанавливалось 4 сиденья; общая вместимость составляла 65 человек.
Кабина водителя была закрытой и находилась в переднем свесе. Само место водителя было идентичным Киев-2 и подобным МТБ-82, особым комфортом не отличалось: водительское кресло было таким же, как и пассажирское, а усилителя рулевого управления не было, поэтому, чтобы покрутить руль, а тем более управлять машиной, требовались большие физические усилия водителя. На приборной панели находились манометр, часы, спидометр и другие органы управления, представленные тумблерами. Педали находились справа и слева от рулевой колонки: акселератор справа, а тормоз слева, рычаг ручного тормоза размещался справа от водителя.

## Технические характеристики
- Модель:«Киев-4»
- Прозвища: «Киянка»
- Предшественник: «Киев-2»
- Преемник: «Киев-6»
- Производитель: Киевский завод электротранспорта
- Годы производства: 1963—1969
- Количество выпущенных экземпляров: ~ 200

## Троллейбусные поезда
В конце 1960-х Владимир Веклич успешно адаптировал свою систему к троллейбусам марки «Киев-4», а на Киевском заводе электротранспорта было налажено производство комплектующих к его системе. Поезда из троллейбусов «Киев-4», соединённых между собой по системе Владимира Веклича эксплуатировались в Днепропетровске, Харькове и Одессе.